# Бубликов, Николай Евлампиевич
Николай Евлампиевич Бубликов (5 [17] декабря 1871, Нежин — 9 февраля 1942, станция Пелла, Ленинградская область) — российский советский живописец, маринист, член Ленинградского Союза художников.

## Биография
Николай Евлампиевич Бубликов родился 5 (17) декабря 1871 в Нежине. Учился в Высшем художественном училище при Императорской Академии художеств у И. Шишкина и А. Куинджи. В 1896 году окончил Высшее художественное училище по мастерской А. И. Куинджи с присвоением звания классного художника за пейзаж «Морской берег». Участник выставок с 1897 года. Писал пейзажи и картины на морские темы. Для живописной манеры характерно использование широкой пространственной перспективы в композиционном решении картин и тональная разработка цветовой гаммы. Бубликов был первым художником, поднявшим тему боевой деятельности советского военно-морского флота.
Автор картин:
«„Андрей Первозванный“ и „Петропавловск“ ведут огонь по мятежному форту „Красная горка“ 15 июня 1919 года» (1932),
«Линкор „Парижская коммуна“ в Бискайском заливе» (1935),
«Ледокол „Красин“ проводит караван судов» (1937),
«В кильваторной колонне» (1938),
«Восход луны над океаном» (1939),
«Потопление ПЛ Балтийского флота „Пантера“ английского эскадренного миноносца „Витториа“ у о-ва Сескар. 31 августа 1919 г.»
«Проводка судов ледоколом „Ермак“»,
«Манёвры Краснознамённого Балтийского флота. 1940» (обе 1940) и др.
После начала Великой Отечественной войны Бубликов Николай Евлампиевич оставался в Ленинграде. Умер 9 февраля 1942 года на станции Пелла Ленинградской области. Его произведения находятся в Русском музее, Центральном Военно-Морском музее в СПб, в музеях и частных собраниях в России и за рубежом.